# Бредасдорп
Бредасдорп (африк. и англ. Bredasdorp) — город на юго-западе Южно-Африканской Республики, на территории Западно-Капской провинции. Является административным центром района Оферберх и местного муниципалитета Кейп-Агалас.

## История
Поселение, из которого позднее вырос город, было основано в 1838 году на землях фермы Лангефонтейн (Langefontein). В 1917 году Бредасдорп получил статус муниципалитета. Название города связано с именем Михеля ван Бреда, первого мэра Кейптауна.

## Географическое положение
Город расположен в южной части провинции, в северной части равнины Агульяс, к западу от реки Карсрифир, на расстоянии приблизительно 135 километров (по прямой) к востоку-юго-востоку (ESE) от Кейптауна, административного центра провинции. Абсолютная высота — 252 метра над уровнем моря.

## Климат
Климат города субтропический средиземноморский. Среднегодовое количество осадков — 344 мм. Наибольшее количество осадков выпадает в период с апреля по ноябрь. Средний максимум температуры воздуха варьируется от 17,5 °C (в июле), до 26,2 °C (в январе). Самым холодным месяцем в году является июль. Средняя минимальная ночная температура для этого месяца составляет 6,3 °C.

## Население
По данным официальной переписи 2001 года, население составляло 12 749 человек, из которых мужчины составляли 47,56 %, женщины — соответственно 52,44 %. В расовом отношении цветные составляли 68,22 % от населения города, белые — 25,59 %, негры — 5,93 %, азиаты (в том числе индийцы) — 0,26 %. Наиболее распространёнными среди горожан языками были: африкаанс (91,63 %), коса (5,2 %) и английский (2,93 %).

Согласно данным, полученным в ходе проведения официальной переписи 2011 года, в Бредасдорпе проживало 15 524 человека, из которых мужчины составляли 48,77 %, женщины — соответственно 51,23 %. В расовом отношении цветные составляли 66,5 % от населения города, белые — 19,03 %; чернокожие — 12,74 %; азиаты (в том числе индийцы) — 0,41 %, представители других рас — 1,32 %. Наиболее распространёнными среди жителей города языками являлись: африкаанс (83,09 %), коса (7,54 %) и английский (4,33 %).

## Транспорт
Через город проходят региональные шоссе R316 и R319. Имеется железнодорожная станция. К югу от Бредасдорпа расположен небольшой одноимённый аэропорт.